# Медиатерроризм
Медиа-терроризм — это симбиоз терроризма и масс-медиа, созданный для тиражирования чувств страха (ужаса, беспокойства, тревоги) и распространения их в информационном пространстве в целях манипулирования общественным сознанием.

## Критика
Современные средства массовой информации критикуется с точки зрения самого подхода к освещению террористических актов, поскольку СМИ играют важную роль в формировании знаний о терроризме, а также о событиях, связанных с ним. Так, СМИ, выбирая материалы для публикации, опираются на ряд факторов: привлекательность для аудитории, новизна, оригинальность.
Вещание в режиме реального времени означает устранение любой промежуточной инстанции между репортером и телезрителем. Так, профессор факультета гуманитарных наук, руководитель Школы культурологи Научно-исследовательского университета «Высшая школа экономики» Виталий Куренной считает, что сегодня идет милитаризация медиа, происходит прямое их включение в механизм разворачивания политических и военных конфликтов. В свою очередь, российский эксперт, шеф-редактор аналитического ресурса «Сонар 2050» Семен Уралов рассматривает медиа-терроризм не просто в качестве технологии, а как общественную сферу деятельности. Одной из целей которой является легализация насилия и «презумпция виновности».
Террористические организации используют СМИ для манипуляции с целью запугивания населения и для порождения паники, например, в виде прямых угроз, выраженных в захвате заложников. Виктор Цыганов считает, что из-за медиа-терроризма, его «вторичными» жертвами становятся миллионы телезрителей, которые оказались виртуальными участниками и реальными свидетелями кошмарных событий благодаря «голубому экрану».
В свою очередь, директор Центра политической информации Алексей Мухин критикует США в связи с тем, что они контролируют большую часть мировых медиа, именно американские средства массовой информации активно пиарят терроризм, и дают возможность терроризму развиваться в том направлении, в котором они развиваются.